# BRDM-2
Der BRDM-2 (russisch Бронированная Разведывательно-Дозорная Машина, Bronirowannaja Raswedywatjelno-Dosornaja Maschina – gepanzertes Aufklärungspatrouillenfahrzeug) ist ein voll amphibischer, militärischer Spähpanzer mit Allradantrieb, dessen Panzerung dafür ausgelegt ist, 7,62-mm-Munition zu widerstehen. Der BRDM-2 wurde ab 1966 in der UdSSR gebaut.
In der Nationalen Volksarmee der DDR wurde der Radpanzer als Schützenpanzerwagen 40P2, kurz SPW-40P2 eingesetzt.

## Entwicklung
Der amphibische Panzerspähwagen BRDM-2 (Werksbezeichnung GAZ-41-08) wurde Anfang der 1960er-Jahre von W. K. Rubstow im Konstrukteursbüro Dedkow OKB entwickelt und anschließend vom GAS-Werk in Gorki in Serie gebaut.
Die Indienststellung erfolgte vermutlich 1962, den ersten öffentlichen Auftritt hatte der BRDM-2 allerdings erst bei einer Parade im Jahre 1966. Der BRDM-2 wurde entwickelt, um den bereits in großen Stückzahlen vorhandenen BRDM-1 abzulösen. Verbesserungen gegenüber dem BRDM-1 waren die erhöhte Leistung und Mobilität, sowie eine schwerere Bewaffnung, eine ABC-Schutzanlage und der Einbau von Nachtsichtgeräten.

## Technik

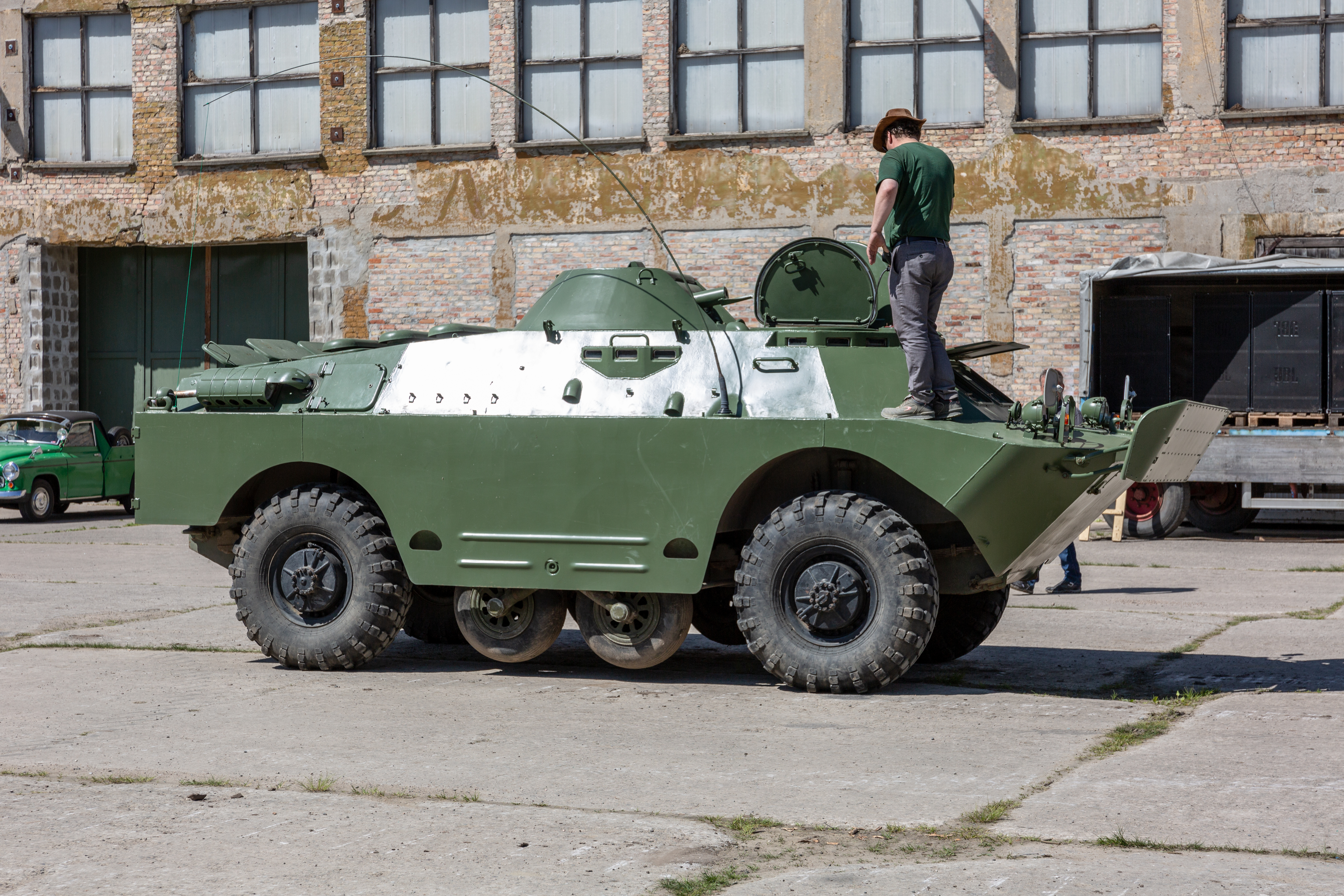
SPW-40P2 mit abgesenkten Hilfsrädern

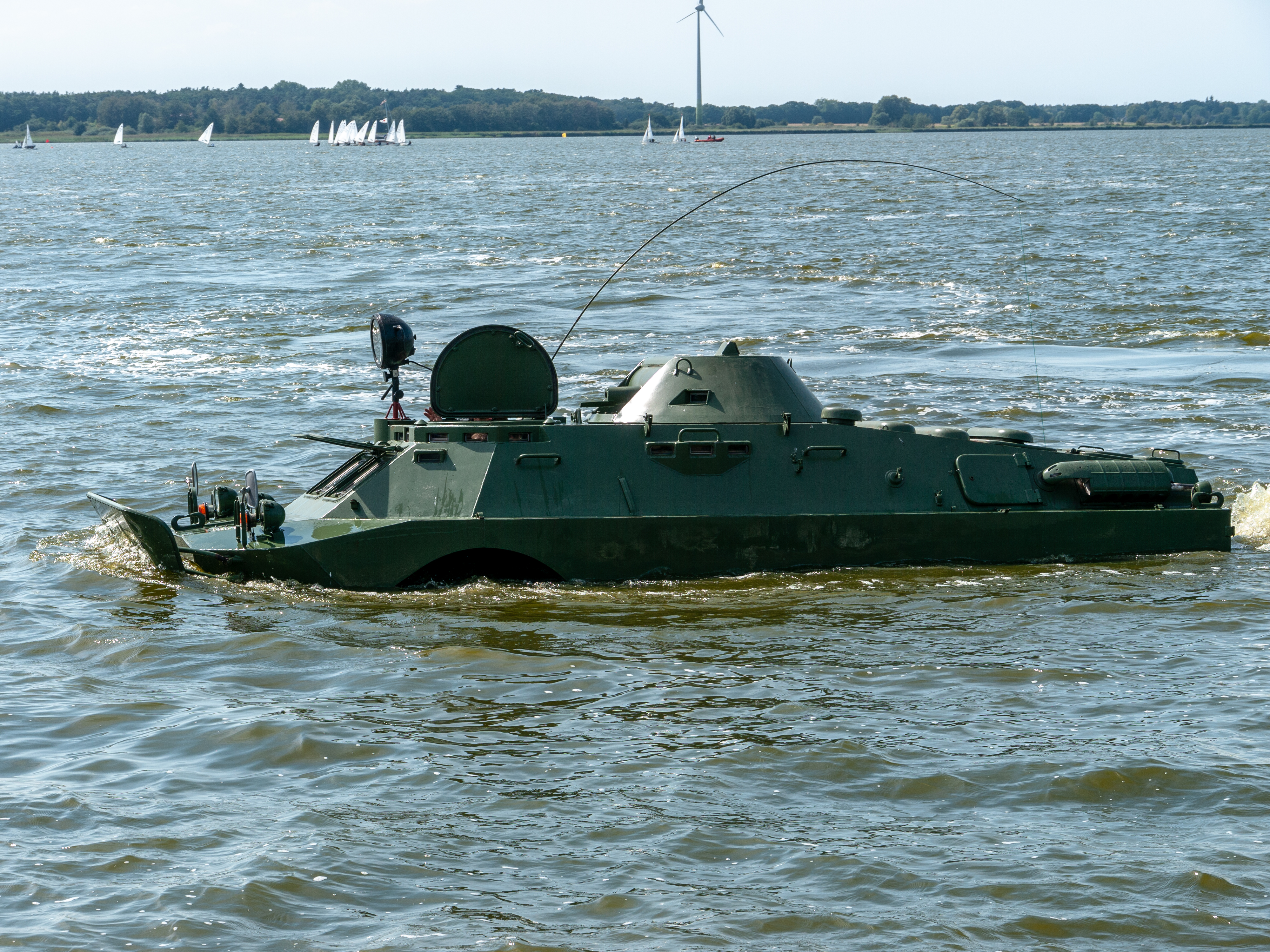
Schwimmender SPW-40P2 im Saaler Bodden

Die Wanne des BRDM-2 besteht aus geschweißtem Panzerstahl und bietet Schutz gegen Splitter und Beschuss mit 7,62-mm-NATO-Munition. Da die Panzerplatten jedoch nur maximal eine Dicke von 14 mm aufweisen, ist das Fahrzeug bereits nicht mehr sicher gegen die 12,7-mm-Munition schwerer Maschinengewehre. Die Wannenfront hat eine ballistisch günstige, abgewinkelte Form. Im vorderen Bereich der Wanne finden Fahrer und Kommandant Platz. Zwei mit Beschussklappen versehene Panzerglasscheiben sowie eine Reihe von Winkelspiegeln und ein IR-Sichtgerät für Fahrer und Kommandanten sichern die Aussicht nach vorne. Zusätzlich ist an den Wannenseiten beidseitig eine Reihe von Winkelspiegeln montiert. Die einzige Möglichkeit zum Aufsitzen auf das Fahrzeug sind zwei Luken, die vor dem Turm auf dem Dach des Fahrzeuges angebracht sind.
Der im BRDM-2 eingesetzte V8-Ottomotor vom Typ ZMZ-41 mit 5,5 l Hubraum wurde konstruktiv aus dem ZMZ-13 des GAZ-13 Tschaika abgeleitet. Um minderwertiges Benzin mit 76 Oktan verwenden zu können, musste die Verdichtung reduziert und somit auch die Leistung verringert werden. Darüber hinaus gab es Änderungen am Motorblock selbst, andere Zylinderköpfe, Kurbelwelle und Abgaskrümmer, eine geänderte Ölwanne, der Vergaser wurde getauscht und diverse weitere kleinere Veränderungen vorgenommen. Der durch eine Feuerschottwand vom Kampfraum getrennte Motor befindet sich zusammen mit dem 290-Liter-Kraftstofftank im hinteren Teil der Wanne. Er hat eine Leistung von 140 PS (103 kW), das Drehmoment wird auf alle vier Räder übertragen. Die maximal erreichbare Geschwindigkeit auf befestigten Straßen beträgt 100 km/h. Durch die hermetisch geschlossene Wanne ist der BRDM-2 ohne Vorbereitungen schwimmfähig. Für den Antrieb im Wasser sorgt ein lenkbarer vierflügliger Propeller. Weiterhin ist eine Winde mit einer maximalen Zugkraft von 4.000 kp (39 kN) montiert. Der Luftdruck der vier betriebenen Räder des BRDM-2 kann durch den Fahrer mit der Reifendruckregelanlage zentral eingestellt werden, um die Mobilität zu erhöhen. Zusätzlich können bei extrem schwerem Gelände zwei Paar durch jeweils eine Kette betriebene Hilfsräder vom Wannenboden abgesenkt werden. Der Turm des BRDM-2, der keine Luke hat, ist identisch mit dem des BTR-60PB-Schützenpanzers und nicht kraftbetätigt, das heißt, er muss vom Richtschützen manuell gedreht werden.

## Bewaffnung/Ausrüstung
Der Schütze verwendet ein PP-61-AM-Zielgerät, um mit dem überschweren 14,5-mm-KPWT-MG Bodenziele bis 2000 m und Luftziele bis zu einer Entfernung von 1500 m zu bekämpfen. Beim KPW handelt es sich um einen Rückstoßlader mit kurzem Rohrrücklauf. Es gibt kein Nachtsichtvisier, was die Verwendung der Bewaffnung stark einschränkt. Das 14,5-mm-MG verschießt API-, API-T-, I-T- und HE-T-Munition. Mit der API- und API-T-Munition können Panzerplatten der Stärke 20 mm auf 1000 m und 30 mm auf 500 m durchschlagen werden. Bei dem achsparallel montierten PKT-MG handelt es sich um einen Gasdrucklader. Verschossen werden Hartkern- und Leuchtspur-Brandgeschosse. Das elektrische Bordnetz, an dem auch das R-123-Funkgerät mit per in die Panzerhaube integriertem Kehlkopfmikrofon und Kopfhörer angekoppeltem Bordfunk angeschlossen ist, wird von einer 24-V-Batterie gespeist. Der hermetisch verschlossene Kampfraum des BRDM-2 hat ein ABC-Schutz- und Belüftungssystem, das gefilterte Frischluft in den Kampfraum pumpt und zum Schutz vor dem Eindringen ABC-kontaminierter Umgebungsluft durch diverse Ritzen und Dichtungen einen Überdruck erzeugt. Ein außen vor der Kommandantenluke montierter manuell fokussierbarer 200-W-Xenon-Suchscheinwerfer mit IR-Vorsatzfilter verbessert die Nachtsicht bei Verwendung der IR-Sichtgeräte.

## Versionen
Die Basisversion des BRDM-2 diente auch als Grundlage für eine Vielzahl von Waffensystemen, beispielsweise als Träger der 9K31-Strela-1-Flugabwehrrakete oder als Panzerjäger, ausgestattet mit Sagger-, Spandrel- oder Swatter-LFKs.

### ATGW LFK-Starter (BRDM-2)

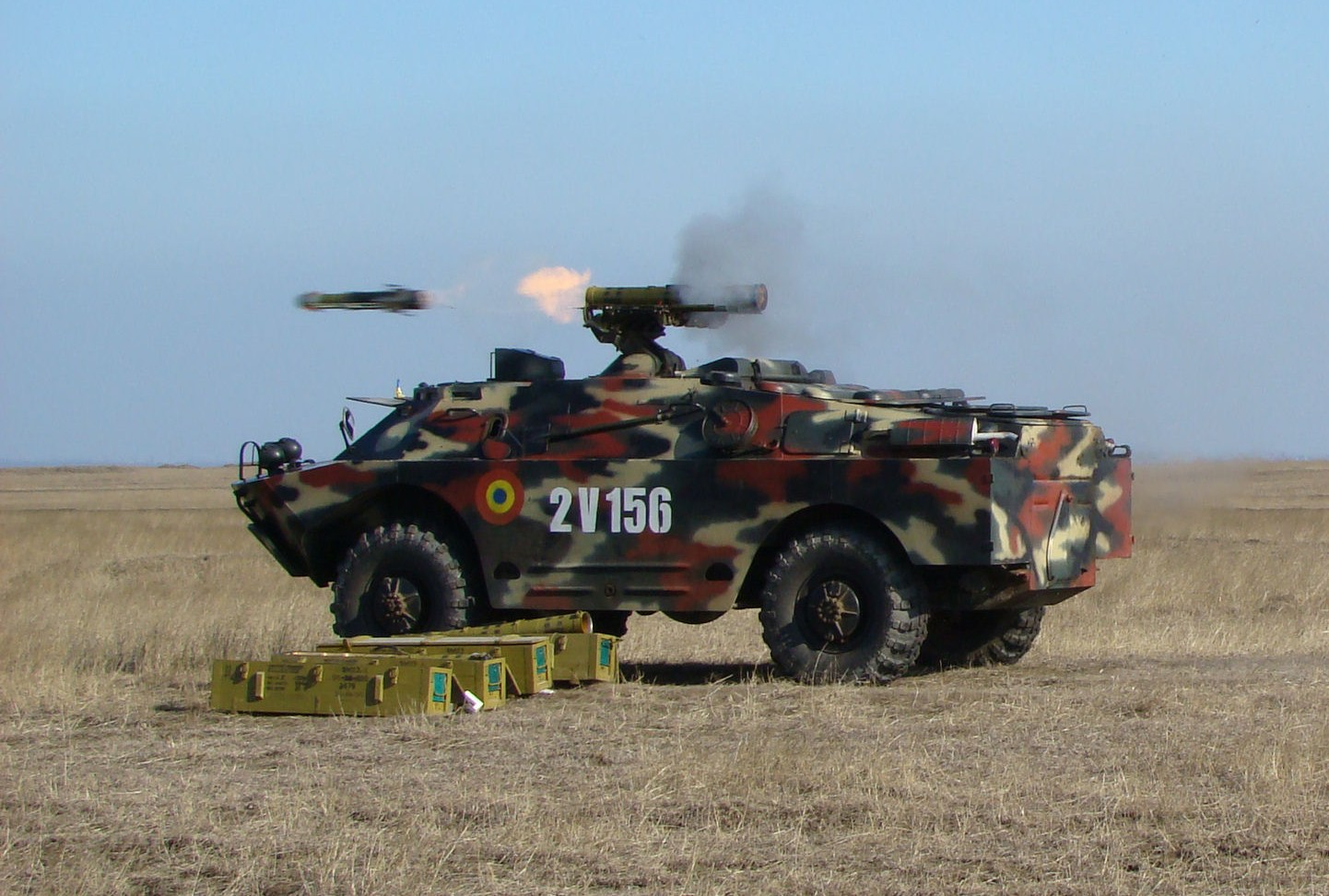
Rumänischer 9P148 mit Panzerabwehrraketen 9K111 Fagot und 9K113 Konkurs

Die zum Abfeuern von Panzerabwehrraketen modifizierten BRDM-2 haben vor der Luke des Kommandanten ein Zielgerät zum Führen des Lenkflugkörpers (LFK). Der Turm wurde entfernt und durch einen in die Wanne absenkbaren Starter ersetzt. Je nach Version hat dieser Starter eine als Splitterschutz montierte Panzerplatte und kann diverse Raketentypen abfeuern. Es gibt weiterhin eine Vorrichtung zum abgesessenen Lenken der Lenkflugkörper außerhalb des Fahrzeuges (max. 80 m). Folgende Versionen wurden hergestellt oder aus bestehenden Fahrzeugen modifiziert:
- 9P122 mit Sechsfach-LFK-Starter 9K11 Maljutka,
- 9P124 mit Vierfach-MCLOS-LFK-Starter 2K8 Falanga,
- 9P133 mit Sechsfach-SACLOS-LFK-Starter 9K14 Maljutka,
- 9P137 mit Fünffach-LFK-Starter 9K113 Konkurs,
- 9P148 mit Fünffach-LFK-Starter 9K111 Fagot und 9K113 Konkurs

Die am häufigsten eingesetzte Rakete ist dabei die 9K113 Konkurs. Der entsprechende Starter lässt sich in nur 25 Sekunden nachladen, wobei bis zu zehn weitere Raketen intern mitgeführt werden können. Bei den Nutzern, die es sich finanziell leisten können, wird die bisher verwendete 9K113 Konkurs wahrscheinlich nach und nach durch die modernere 9K113M mit Tandemhohlladungssprengkopf ersetzt.

### 9K31 Strela-1

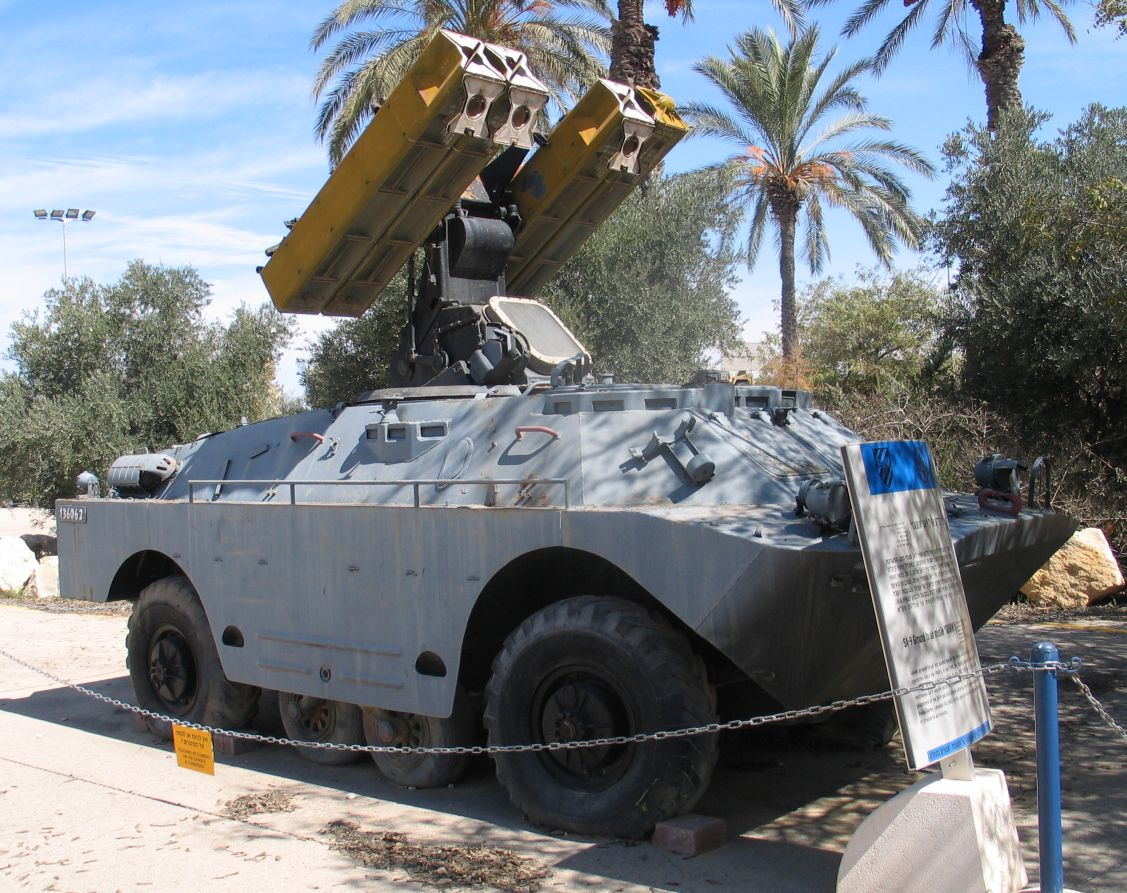
9K31 Strela-1 in einem israelischen Museum

Die leichte FlaRak-Selbstfahrlafette 9P31 BRDM-2 TEL (Transporter-Erector-Launcher = Transporter-Aufrichter-Startgerät) hat anstelle des Turmes einen kraftbetätigten, um 360° drehbaren SAM-Starter mit vier SAM-Raketenbehältern 9K31 Strela-1. Während des Transportes stehen diese in horizontaler Position, um die Silhouette des Fahrzeuges zu verringern. Zusätzlich sind weitere vier Boden-Luft-Raketen im Kampfraum verstaut, mit denen das Startgerät innerhalb von fünf Minuten nachgeladen werden kann. Im zentralen unteren Teil des Abschussgeräts sitzt hinter einem Plexiglasfenster das optische Sichtgerät zum Anpeilen des Zieles. Darüber hinaus befindet sich ein Trägheitsnavigationssystem an Bord, das es dem Kommandanten ermöglicht, vorgegebene Abschussstellungen ohne Probleme zu erreichen. Die Bezeichnung für die 9K31 Strela-1 tragenden BRDM-2 ist SPU. Abgefeuert werden Raketen des Typs 9M31 ZRK-BD Strela-1 bei der 9K31 Strela-1a und bei der 9K31 Strela-1b des deutlich leistungsfähigeren Typs 9M31M, der aufgrund eines weiterentwickelten PbS-Radarsuchgerätes eine verbesserte Zielerfassung und Verfolgung bietet. Dieses System eignet sich zur Bekämpfung von Luftzielen bis zu einer Höhe von 6100 m und einer Entfernung von 8000 m. Im Vergleich zur 9K31 Strela-1a haben sich diese Parameter damit fast verdoppelt, denn hier liegt die Einsatzhöhe maximal bei 3500 m und die Entfernung bei 4200 m. Langsame Flugobjekte können mit der 9M31M sogar bis auf 11.000 m Entfernung bekämpft werden. Zur Erhöhung der Trefferwahrscheinlichkeit werden oftmals zwei Raketen mit einer Zeitverzögerung von 5 Sekunden auf ein Ziel abgefeuert.
Normalerweise ist ein Fahrzeug je Batterie zusätzlich mit passiven Radarwarnantennen „Flat Box-A“ ausgestattet, die so über das Fahrzeug verteilt sind, dass sie einen 360°-Bereich abdecken. Zur Unterscheidung trägt diese Ausführung die Bezeichnung 9K31 Strela-1A/ BRDM-2A1, während die Fahrzeuge ohne Radarantennen als 9K31 Strela-1B /BRDM-2A2 geführt werden.

### BRDM-2Rkhb
Im Laufe der Zeit wurden auch eine ABC-Aufklärungsvariante mit der Bezeichnung BRDM-2Rkhb entwickelt. Die vier zusätzlichen Buchstaben im Namen stehen entsprechend für atomar-chemisch-biologische Aufklärung. Diese Ausführung verfügt über eine schwenkbare Vorrichtung zum Aussetzen von Warnflaggen in kontaminierten Gebieten.
Nachteilig war insbesondere die hohe Brandgefahr beim Schwenken der Signalflaggen in Marschlage, da diese direkt über den Auspuffrohren zu liegen kamen.

### BRDM-2U
Beim BRDM-2U handelt es sich um ein Fernmelde- und Führungsmodell, das mit einem zusätzlichen Generator und Fernmeldemitteln ausgestattet wurde. Das Fahrzeug ist leicht am fehlenden Turm und den vielen Antennen zu erkennen.

### BRDM-2M(A)

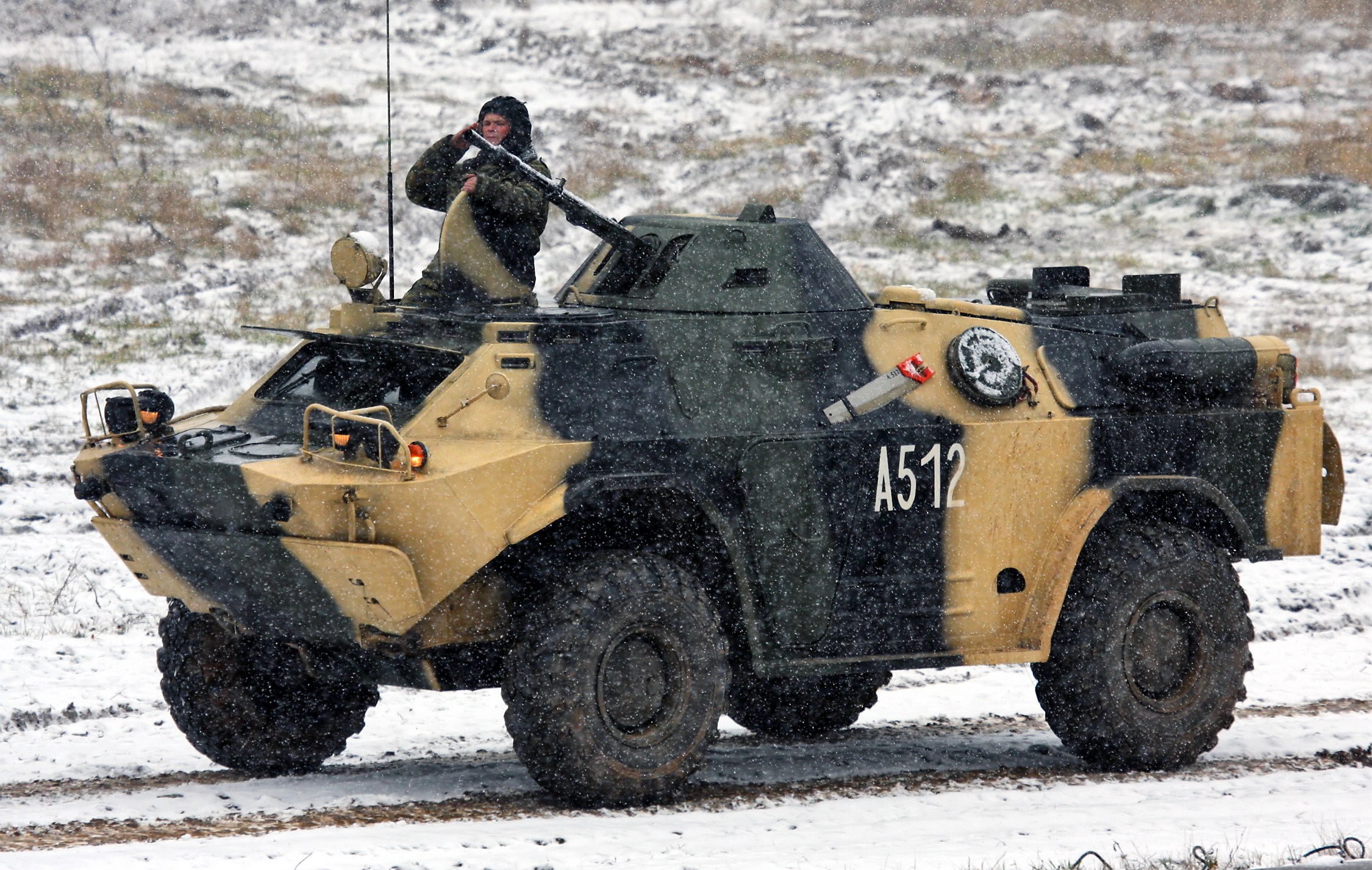
BRDM-2M(A)

Von dem Maschinenbauwerk Arsamas in erster Linie für das russische Heer entwickelte modernisierte Version mit geringerer Masse, durch Verzicht auf die vier mittleren Zusatzräder und die Integration von Trapeztüren des BTR-70. Die Aufhängung wurde vom BTR-80 übernommen. Der Ottomotor wurde durch einen Dieselmotor Steyr D.245-9 mit 136 PS (100 kW) Leistung ersetzt. Der Schusswinkel für das 14,5-mm-Maschinengewehr wurde auf +60° erhöht. Weiterhin wurde das Fahrzeug mit modernen Funkgeräten R-163 und R-173 ausgerüstet.

### BRDM P
Bei der polnischen Armee verwendete Version mit zusätzlich eingeschweißten Luken in der Mitte der Fahrzeugseiten.
Bemühungen, den BRDM-2 zu modernisieren, mündeten in der Verwendung des Dieselmotors SMD-21-08 mit einer Leistung von 145 PS (107 kW) Leistung, der sparsamer als der Ottomotor ist und entsprechend einen größeren Fahrbereich ermöglicht. In Polen wurde ein Grundmodell des BRDM-2 derart umgebaut, dass ein 12,7-mm-MG in den Turm lafettiert werden konnte. Weitere polnische Modernisierungsversuche sind der Einbau von Restlichtverstärkern und einem Laserentfernungsmesser für den Schützen und eine Version mit Aufklärungsradar anstelle des Turmes.
Obwohl der BRDM-2 als bereits veraltet gilt, steht er wegen seines günstigen Stückpreises und seiner einfachen Handhabung in vielen Ländern im Dienst.

### BRDM-2MS

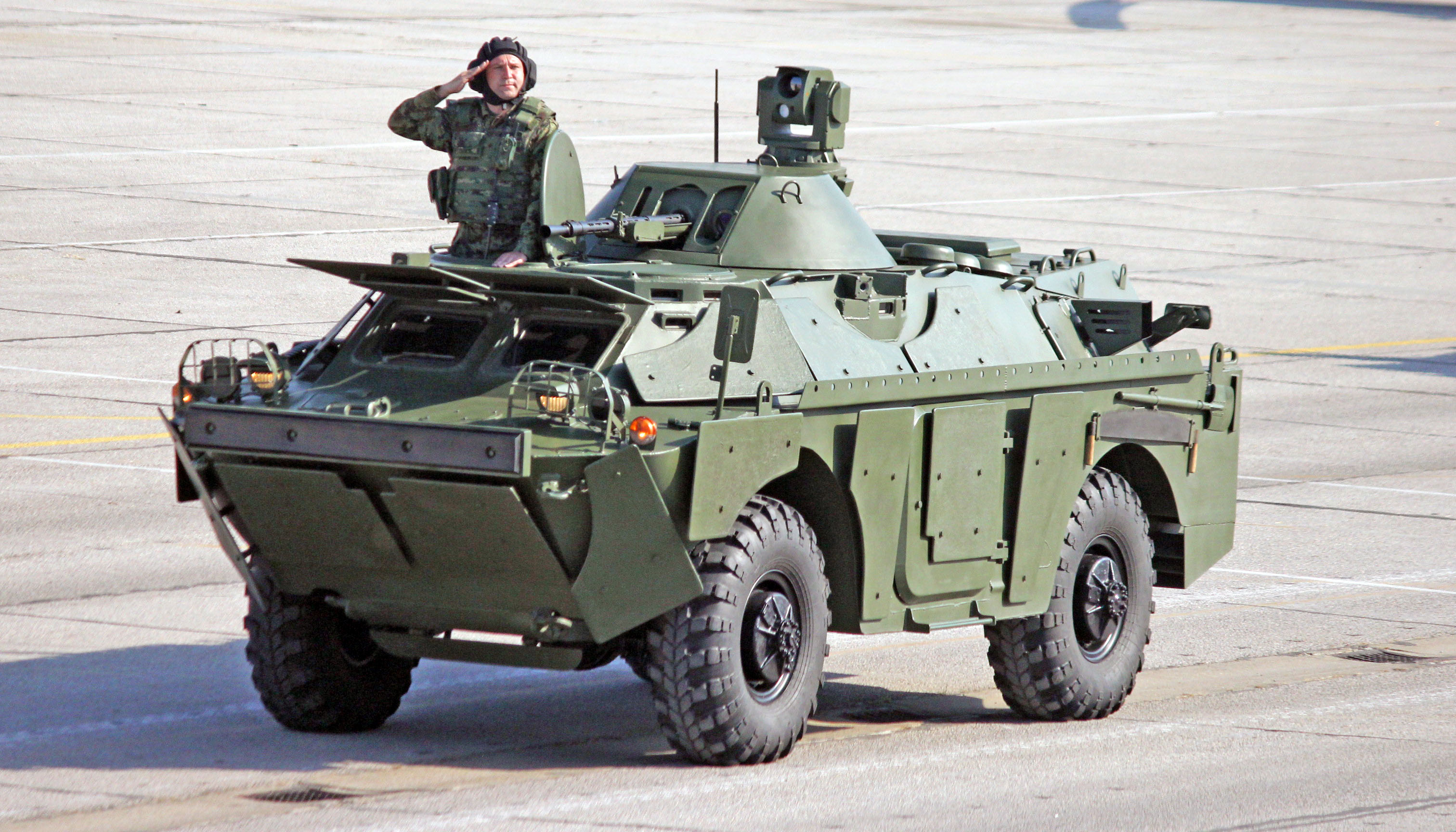
Serbischer BRDM-2MS

Modernisierte Aufklärungsvariante aus dem 103. JSC Instandsetzungswerk für gepanzerte Fahrzeuge bei Tschita. Die vier mittleren Zusatzräder wurden entfernt und stattdessen quadratische seitlichen Ausstiegsluken eingebaut. An den Seiten und der Front wurde eine 6 mm starke Zusatzpanzerung angebracht. Da die Zusatzpanzerung in Abstand zur eigentlichen Panzerung anliegt, schützt sie besser gegen Hohlladungsmunition. Die neue Panzerung schützt auf 300 m gegen Kaliber 14,5 mm die Front, gegen Kaliber 12,7 mm die Seite und gegen Kaliber 7,62 mm das Heck. Außerdem gibt es eine verstärkte Bodenpanzerung gegen Landminen und USBV. Das Gewicht des Fahrzeugs beträgt 6900 kg. Trotz einer neuen Aufbewahrungskiste am Heck bleibt es schwimmfähig.
Weitere Ausstattungsmerkmale sind eine Feuerlöschanlage, eine Feuerleitanlage mit 360°-Rundumsicht auf vier Flachbildschirmen, Wärmebildkamera, Laserentfernungsmesser, GPS-Navigation mit digitalen Karten, elektronische Anzeigen für den Motor auf der Instrumententafel des Fahrers und ein Dieselmotor mit 150 PS. Auf dem ursprünglichen Turm befindet sich ein Überwachungsmodul mit sechs Kameras. Dadurch können Ziele bis etwa 5 km am Tage und bis zu 3,5 km in der Nacht aufgeklärt werden.
Die Fahrzeuge wurden ab 2019 als Exportversion gebaut und an Myanmar, Serbien und Tadschikistan geliefert. Laos und Kirgistan sollen ebenfalls Exemplare erhalten. Inzwischen wird der BRDM-2MS auch bei den russischen Luftlandetruppen eingeführt.

## Technische Daten
|                              | Daten der Standardversion mit Dieselmotor (soweit bekannt)                                                              | Daten des SPW40 P2 bei der NVA, mit Ottomotor                                                                           |
| ---------------------------- | --- | --- |
| Besatzung                    | 4 | 4 (Kommandeur, Fahrer, Richt- und Ladeschütze)                                                                          |
| Bewaffnung                   | 1 × 14,5 mm, 1 × 7,62 mm (koaxial)                                                                                      | 1 × 14,5 mm, 1 × 7,62 mm (koaxial)                                                                                      |
| Munition                     | 500 × 14,5 mm, 2000 × 7,62 mm                                                                                           | 500 × 14,5 mm, 2000 × 7,62 mm                                                                                           |
| Länge (über alles):          | 6,1 m | 5,75 m |
| Wannenlänge                  | 6,1 m | 5,75 m |
| Breite                       | 2,35 m | 2,35 m |
| Höhe bis Kommandantenkuppel  | 2,31 m | 2,31 m |
| Bodenfreiheit                | 0,43 m | 0,43 m |
| Gefechtsgewicht              | 7,9 Tonnen | 7,0 Tonnen |
| Kraft-Gewicht-Koeffizient    | 19 PS/t (14 kW/t) | 19 PS/t (14 kW/t) |
| Motor                        | R4-Dieselmotor SMD-21-08 mit Wasserkühlung und 145 PS (107 kW)                                                          | V8-Ottomotor GAS-41 mit Wasserkühlung und 140 PS (103 kW)                                                               |
| Höchstgeschwindigkeit        | 95 km/h (Straße) / 4,5 km/h (Wasser)                                                                                    | 110 km/h (Straße) / 5 km/h (Wasser)                                                                                     |
| Maximale Reichweite          | 1000 km (Straße) | 700 (Straße) |
| Treibstoffkapazität          | 290 Liter | 290 Liter |
| Grabenbreite                 | max. 1,25 m | max. 1,25 m |
| Gradient                     | 60 % | 60 % |
| Panzerung (Stärke der, max.) | 10 mm (Turmfront) / 7 mm (Wannenfront) + eingeklapptes Schwallbrett                                                     | 10 mm (Turmfront) / 7 mm (Wannenfront) + eingeklapptes Schwallbrett                                                     |
| ABC-Schutz vorhanden         | ja | ja |
| Nachtsichtausrüstung         | ja (nur Infrarot) (Fahrer/Kommandant), zusätzlich IR-Suchscheinwerfer                                                   | ja (nur Infrarot) (Fahrer/Kommandant)                                                                                   |
| Zusatz                       | Zur Bewältigung von schwerem Gelände kann der BRDM vier kettengetriebene Zusatzräder unter der Mitte der Wanne absenken | Zur Bewältigung von schwerem Gelände kann der BRDM vier kettengetriebene Zusatzräder unter der Mitte der Wanne absenken |

## Kampfeinsatz
Aufgrund seiner weiten Verbreitung kam das Fahrzeug weltweit bei Kriegen und kriegerischen Kämpfen zum Einsatz. So unter anderem beim Jom-Kippur-Krieg, beim Libanonkrieg 1982, beim libanesischen Bürgerkrieg, der US-Invasion in Grenada, dem Zweiten Golfkrieg, den Jugoslawienkriegen und den Kämpfen um Abyei im Sudan.
Zu den aktuellsten Einsätzen gehört der Einsatz im syrischen Bürgerkrieg wo neben dem syrischen Heer auch andere Konfliktparteien wie die Gruppe Wagner, der Islamische Staat und die kurdische Miliz YPG das Fahrzeug einsetzen.
Im Russisch-Ukrainischen Krieg wird das Fahrzeug von beiden Seiten eingesetzt. Laut dem Oryx-Blog gingen mit Stand April 2025 mindestens 17 Fahrzeuge auf russischer und mindestens 158 Fahrzeuge auf ukrainischer Seite verloren.

## Nutzerstaaten

### Aktuelle Nutzer
- Ägypten – Mit Stand Januar 2018 befinden sich 300 BRDM-2 und eine unbekannte Anzahl in der 9P148 Version mit 9K11 Raketen im Dienst.[17]:330
- Algerien – Mit Stand Januar 2018 befinden sich 26 BRDM-2 und 64 9P148 mit 9M133 Raketen im Dienst.[17]:325
- Angola – Mit Stand Januar 2018 befinden sich 600 BRDM-2 im Dienst.[17]:445
- Äquatorialguinea – Mit Stand Januar 2018 befinden sich 6 BRDM-2 im Dienst.[17]:460
- Armenien – Mit Stand Januar 2018 befinden sich 9 9P148 ATGW-LFK Starter mit 9K113 Raketen im Dienst.[17]:181
- Äthiopien – Mit Stand Januar 2018 befindet sich eine unbekannte Anzahl BRDM-2 im Dienst.[17]:463
- Benin – Mit Stand Januar 2018 befinden sich 14 BRDM-2 im Dienst.[17]:447
- Bulgarien – Mit Stand Januar 2018 befinden sich 24 9P148 ATGW-LFK Starter mit 9K113 Raketen im Dienst.[17]:89
- Burundi – Mit Stand Januar 2018 befinden sich 30 BRDM-2 im Dienst.[17]:450
- Elfenbeinküste – Mit Stand Januar 2018 befinden sich 13 BRDM-2 im Dienst.[17]:456
- Eritrea – Mit Stand Januar 2018 befindet sich eine unbekannte Anzahl BRDM-2 im Dienst.[17]:461
- Guinea – Mit Stand Januar 2018 befindet sich eine unbekannte Anzahl BRDM-2 im Dienst.[17]:467
- Guinea-Bissau – Mit Stand Januar 2018 befinden sich 10 BRDM-2 im Dienst.[17]:468
- Indien – Mit Stand Januar 2018 befinden sich 110 9P148 ATGW-LFK Starter mit 9K113 Raketen im Dienst.[17]:261
- Indonesien – Mit Stand Januar 2018 befinden sich 21 BRDM-2 im Dienst.[17]:269
- Jemen – Mit Stand Januar 2018 befindet sich einige BRDM-2 im Dienst.[17]:370
- Kap Verde – Mit Stand Januar 2018 befinden sich 10 BRDM-2 im Dienst.[17]:452
- Kasachstan – Mit Stand Januar 2018 befinden sich 40 BRDM-2 im Dienst.[17]:188
- Kirgisistan – Mit Stand Januar 2018 befinden sich 30 BRDM-2 im Dienst.[17]:190
- Kuba – Mit Stand Januar 2018 befindet sich eine unbekannte Anzahl BRDM-2 im Dienst.[17]:401
- Laos – 2018/2019 wurden von Russland mehrere BRDM-2M an Laos übergeben.[18]
- Madagaskar – Mit Stand Januar 2018 befinden sich ungefähr 35 BRDM-2 im Dienst.[17]:471
- Nordmazedonien – Mit Stand Januar 2018 befinden sich 10 BRDM-2 im Dienst.[17]:127
- Mongolei – Mit Stand Januar 2018 befinden sich 120 BRDM-2 im Dienst.[17]:286
- Mosambik – Mit Stand Januar 2018 befindet sich eine unbekannte Anzahl BRDM-2 im Dienst.[17]:475
- Myanmar – Seit 2019 befindet sich eine unbekannte Anzahl BRDM-2MS im Dienst.[8]
- Namibia – Mit Stand Januar 2018 befinden sich 12 BRDM-2 im Dienst.[17]:476

- Nicaragua – Mit Stand Januar 2018 befinden sich 20 BRDM-2 im Dienst.[17]:415
- Peru – Mit Stand Januar 2018 befinden sich 30 BRDM-2 im Dienst.[17]:418
- Polen – Mit Stand Januar 2018 befinden sich 282 BRDM-2 im Dienst.[17]:136
- Republik Kongo – Mit Stand Januar 2018 befindet sich eine unbekannte Anzahl BRDM-2 im Dienst.[17]:455
- Rumänien – Mit Stand Januar 2018 befinden sich 48 9P148 ATGW-LFK Starter mit 9K113 Raketen im Dienst.[17]:141
- Russland
Russisches Heer – Mit Stand Januar 2018 befinden sich 1000 BRDM-2 im Dienst.[17]:194
Russische Marineinfanterie – Mit Stand Januar 2018 befinden sich 60 9P148 ATGW-LFK Starter mit 9K111-1 Raketen im Dienst.[17]:198
Russische Luftlandetruppen – Seit 2022 werden BRDM-2MS an die Truppen ausgeliefert.[11][12]
- Sambia – Mit Stand Januar 2018 befindet sich eine unbekannte Anzahl BRDM-2 im Dienst.[17]:495
- Serbien – Mit Stand Januar 2018 befinden sich 46 BRDM-2 im Dienst.[17]:143  Ab 2020 wurden 30 BRDM-2MS an Serbien geliefert.[8][9][19]
- Slowakei – Mit Stand Januar 2018 befindet sich eine unbekannte Anzahl 9P148 ATGW-LFK Starter mit 9K113 Raketen im Dienst.[17]:146
- Syrien – Mit Stand Januar 2018 befindet sich eine unbekannte Anzahl BRDM-2, 9P133 mit 9K11-Maljutka- und 9P148 ATGW-LKF Starter mit 9K113 Raketen im Dienst.[17]:362
- Tadschikistan – 2021 wurde eine Lieferung von 12 BRDM-2M gemeldet.[9][20]
- Tansania – Mit Stand Januar 2018 befinden sich 10 BRDM-2 im Dienst.[17]:491
- Tschad – Mit Stand Januar 2018 befinden sich ungefähr 100 BRDM-2 im Dienst.[17]:454
- Turkmenistan – Mit Stand Januar 2018 befinden sich 200 BRDM-2, 8 9P122 ATGW-LKF Starter mit 9K11M Raketen, 8 9P133 ATGW-LKF Starter mit 9K11 Raketen und 2 9P148 ATGW-LKF Starter mit 9K113 Raketen im Dienst.[17]:208
- Ukraine – Mit Stand Januar 2018 befinden sich 433 BRDM-2 im Dienst.[17]:210
- Usbekistan – Mit Stand Januar 2018 befinden sich 13 BRDM-2 im Dienst.[17]:214
- Vietnam – Mit Stand Januar 2018 befindet sich eine unbekannte Anzahl BRDM-2 im Dienst.[17]:310
- Belarus – Mit Stand Januar 2018 befinden sich 75 9P148 ATGW-LFK Starter mit 9K113 Raketen im Dienst.[17]:185
- Zentralafrikanische Republik – Mit Stand Januar 2018 befindet sich 1 BRDM-2 im Dienst.[17]:453

### Milizen als Nutzer
- Gruppe Wagner
- Islamischer Staat
- Sudan People’s Liberation Movement–North
- Taliban
- YPG

### Ehemalige Nutzer
- Deutsche Demokratische Republik
- Gambia – Bis zum Januar 2018 außer Dienst gestellt.[17]:465
- Kambodscha – Bis zum Januar 2018 wurden 4 BRDM-2 außer Dienst gestellt.[17]:248
- Lesotho – Bis zum Januar 2018 wurden 2 BRDM-2 außer Dienst gestellt.[17]:470

- Mali – Bis zum Januar 2018 außer Dienst gestellt.[17]:473
- Moldau – Bis zum Januar 2018 außer Dienst gestellt.[17]:191
- Seychellen – Bis zum Januar 2018 wurden 6 BRDM-2 außer Dienst gestellt.[17]:483

## Museale Rezeption
Ein 9P133 ist im Militärgeschichtliches Museum der Artillerie, des Ingenieurwesens und der Nachrichtentechnik in Sankt Petersburg zu besichtigen.